# Richardson Dilworth

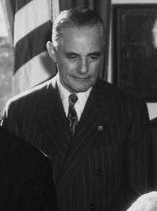

Richardson K. Dilworth (29 de agosto de 1898 - 23 de janeiro de 1974) foi um político norte-americano do Partido Democrata que serviu como o 91º prefeito da Filadélfia de 1956 a 1962. Ele concorreu duas vezes como candidato democrata a governador da Pensilvânia, em 1950 e em 1962. Ele é até hoje o último prefeito protestante branco anglo-saxão da Filadélfia.